# Артіес-е-Ґарос
Арті́ес-е-Ґаро́с (окс. Arties e Garòs) — сучасний терсун, адміністративна одиниця другого рівня у районі (кумарці) Баль-д'Аран у Каталонії.
Терсун Артіес-е-Ґарос, як і інші терсуни, відновлений у кумарці Баль-д'Аран 13 липня 1990 р. відповідно до закону 16/1990 Жанаралітату Каталонії.
Терсун Артіес-е-Ґарос включає частину муніципалітету Нау-Аран, зокрема міські райони (раніше окремі селища та хутори) Артіес (окс. Arties) та Ґарос (окс. Garòs). Від цього терсуну до Генеральної ради Арану обирається 1 радник.